# Алькеріас-дель-Ніньйо-Пердідо
Алькеріес, Лес-Алкерієс (кат. Les Alqueries, ісп. Alquerías del Niño Perdido (офіційна назва)) — муніципалітет в Іспанії, у складі автономної спільноти Валенсія, у провінції Кастельйон. Населення — 4353 особи (2010).

## Географія
Муніципалітет розташований на відстані близько 310 км на схід від Мадрида, 11 км на південний захід від міста Кастельйон-де-ла-Плана.

## Демографія
Динаміка населення (INE ):

## Галерея зображень

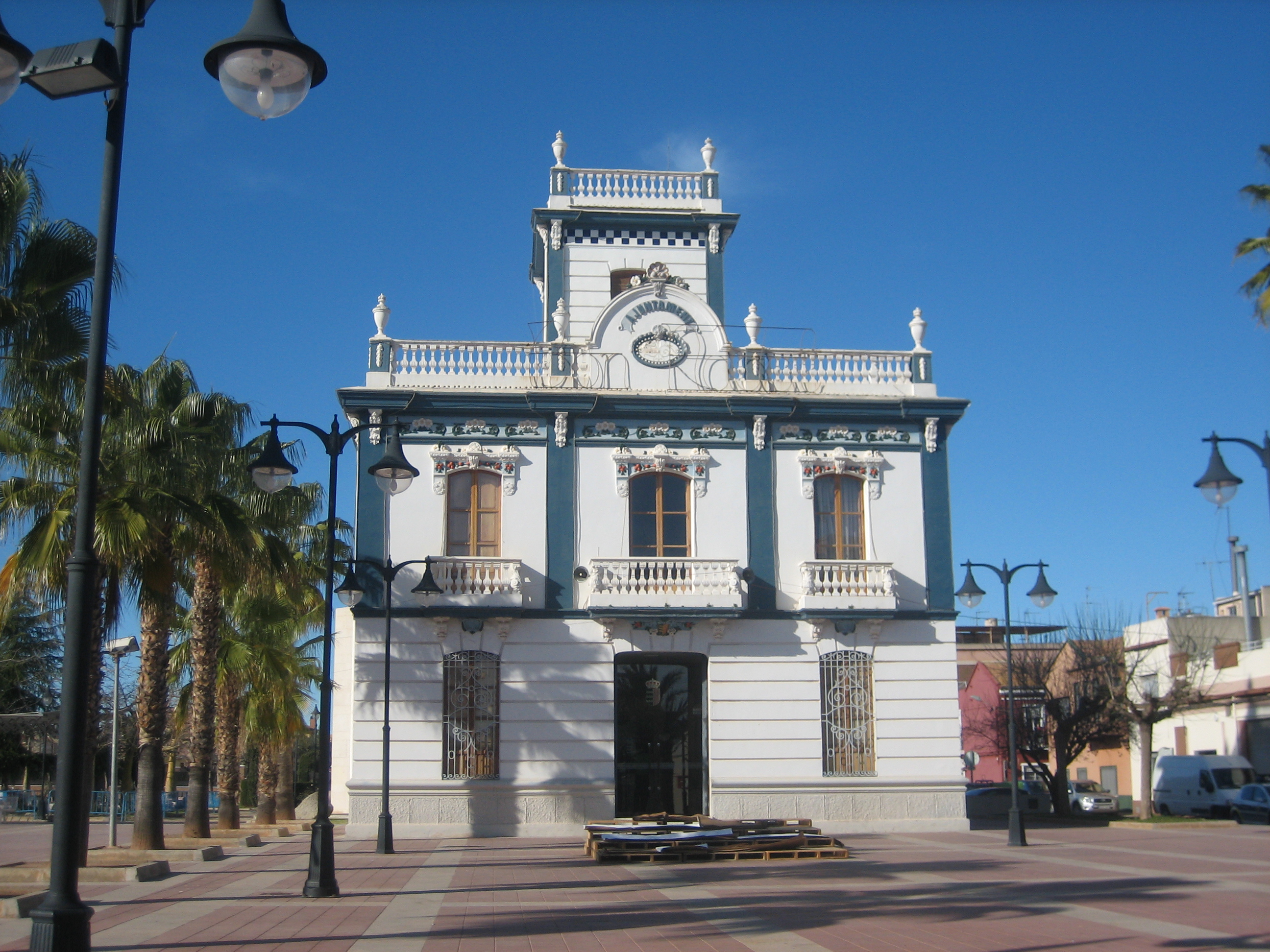
Муніципальна рада